# Charles Fitzgerald
Charles Fitzgerald, CB, (Kilkee, 1791 – Kilkee, 29 december 1887) was de 4e gouverneur van West-Australië van 12 februari 1847 tot 11 augustus 1848. Tijdens Fitzgeralds ambtstermijn werd West-Australië een gevangenenkolonie.

## Vroege leven
Fitzgerald was de zoon van Robert FitzGerald uit Kilkee, County Clare, Ierland. Hij vervoegde zich bij de Royal Navy in maart 1809 en slaagde voor zijn examen in 1815. Zijn eerste opdracht ontving hij in 1826. Hij diende een tijd als luitenant in de kustwacht en van 1833 tot 1836 kreeg hij het gezag over de Cruiser en vervolgens de Belvidera in het 'North America and West Indies Station'.
In 1838 kreeg hij het gezag over de Buzzard en werd naar de Afrikaanse westkust gestuurd om er de slavenhandel te onderdrukken. Fitzgerald werd er in 1840 invalide en keerde naar huis terug. Hij werd er tot commandant gepromoveerd en op een half salaris geplaatst. In 1844 werd Fitzgerald tot luitenant-gouverneur van de Britse vestiging in Gambia benoemd. In 1847 keerde hij naar Engeland terug en werd er tot gouverneur van West-Australië benoemd. Fitzgerald arriveerde er op 12 augustus 1848. Hij was toen 57 jaar oud en twee keer getrouwd. De eerste keer in 1837 met Lucy Austin en de tweede keer in 1848 met Eleanora Caroline Elwes.

## West-Australië
Toen Fitzgerald in West-Australië arriveerde leefden er ongeveer 5.000 kolonisten. De schatkist was bijna leeg. De kolonisten waren ontevreden over de hoge prijs van het kroonland, het tekort aan arbeidskrachten en het voorlopige bestuur van waarnemend gouverneur Frederick Irwin en koloniaal secretaris George Fletcher Moore. De kolonisten hadden verzocht gevangenen te sturen om het arbeidstekort op te vangen en in mei 1849 werd in Londen beslist dat West-Australië een strafkolonie zou worden.
In 1850 arriveerden de eerste twee schepen met gevangenen in Fremantle. Van dan af werden ongeveer drie gevangenenschepen per jaar ontvangen. In West-Australië wist men echter nooit wanneer de schepen zouden aankomen en wisselden tekorten en overschotten aan arbeidskrachten elkaar af. Tegen 1855, het jaar waarin Fitzgerald op rust ging, kwamen er 3.668 gevangenen in West-Australië aan. Ongeveer de helft daarvan was reeds voorwaardelijk vrijgesteld (En: ticket-of-leave). Die gevangenen hadden het recht om zich op de private arbeidsmarkt te begeven en voor een loon te werken. Als ze geen werk vonden werden ze door de overheid tewerkgesteld.
Fitzgerald verspreidde de gevangenen over de landelijke districten in speciaal daarvoor opgetrokken gevangenendepots. Diegenen die er niet terecht konden werden tewerkgesteld in Fremantle voor onder meer de bouw van het gevangeniscomplex. Hoewel het aantal gevangenen dat openbare werken uitvoerde nooit hoog lag werden in die periode vanuit Perth wegen naar Albany, Fremantle en Guildford aangelegd. Voor het aanleggen van de weg tussen Perth en Albany werden ook aboriginesgevangenen ingezet. De gevangenen werden ook ingezet voor het droogleggen van moerassen en het bouwen van de eerste ziekenhuizen en overheidsscholen.
Hoewel men niet echt tevreden was over de kwaliteit van de gevangenen, en vele gevangenen een weg naar de goudvelden in het oosten van Australië zochten, verdriedubbelde West-Australiës bevolkingsaantal bijna tijdens Fitzgeralds ambtstermijn. De economie groeide en de binnenlandse vraag naar voedsel steeg waardoor de vruchtbare gebieden ten noorden van de rivier Moore nabij Champion Bay in cultuur gebracht konden worden. Fitzgerald had het gebied zelf bezocht in 1848 en kreeg er door een Aborigines een speer in zijn been geworpen. In de jaren 1850 verbeterde de wolproductie, kwam de parelvisserij op gang in Shark Bay en opende de Geraldine-loodmijn aan de rivier Murchison.
Begin 1854 ontving Fitzgerald tijding dat zijn ambtstermijn ten einde liep. Zijn opvolger werd in november dat jaar aangeduid. Fitzgerald verliet West-Australië in juli 1855. Zijn ambtstermijn werd in 1856 door een commissie van het Britse hogerhuis geëvalueerd. In 1857 werd Fitzgerald als lid in de Orde van het Bad opgenomen waarna hij op rust ging. Op 29 december 1887 stierf hij in het ouderlijk huis, Geraldine House, in Kilkee in Ierland.

## Nalatenschap
- De stad Geraldton en de Geraldine-mijn in West-Australië werden naar Fitzgerald vernoemd.
- De rivier Fitzgerald werd door John Septimus Roe naar hem vernoemd.[2]
- In 1857 werd Fitzgerald als lid in de Orde van het Bad opgenomen.